# ローズキングダム
ローズキングダム（欧字名:Rose Kingdom、2007年5月10日 - ）は日本の競走馬・種牡馬。主な勝ち鞍は2009年の朝日杯フューチュリティステークス、2010年のジャパンカップ。
馬名の意味は、「薔薇の王国」。作曲家の平尾昌晃が一口馬主となっている。

## 経歴
一口馬主クラブ法人であるサンデーレーシングの所有馬で、200万円×40口の総額8000万円で募集された。1歳9月時の馬体重は431キログラムだった。10月末にノーザンファームへ移動し、初期馴致から乗り運動へと順調に調教を消化していった。

### 2歳
2009年4月に産地馬体検査を受け、8月末から9月頭にかけて山元トレーニングセンターからグリーンウッド・トレーニングへ移動。9月11日に入厩し、すぐにゲート試験を合格。一族は調教であまり良いタイムが出ないが、この馬もラスト1ハロン13秒後半から14秒かかっていた。10月25日のデビュー戦ではアサクサデンエンとスウィフトカレントの弟、ヴィクトワールピサに次ぐ2番人気で出走。道中は4番手を進むと、4コーナー入り口で内を付き直線入り口で先頭に立つと、そのまま外から追い込んできたヴィクトワールピサを4分の3馬身差で抑え初勝利を挙げた。
次戦は京都2歳ステークスを予定していたが、東京スポーツ杯2歳ステークスに出走した。好位でレースを運ぶと、直線は後方から末脚を伸ばしたトーセンファントムとの接戦をアタマ差で制し、重賞を初挑戦で勝利した。これは薔薇一族にとって2年半ぶりの重賞勝ちとなった。
当初は次走としてラジオNIKKEI杯2歳ステークスを予定していたものの、朝日杯フューチュリティーステークスへ出走を予定していた同厩舎のリディルが骨折により出走不可能となっていたため、代わりに出走することとなった。レースはバトルシュリイマンが逃げ、ローズキングダムは好スタートから中団で他馬を見ながらレースを進めた。そして4コーナーから徐々に進出し進出し、直線に入って馬場の真ん中を割るようにして抜け出すとエイシンアポロンの追走を1馬身半抑えて重賞2勝目、JpnI初勝利を挙げた。これは薔薇一族にとっても34回目の挑戦で初のGI (JpnI) 勝利となった。

### 3歳
明けて3歳の緒戦は2010年3月21日のスプリングステークスに単勝1.4倍の1番人気で出走。中団でレースを進めたが、最後の直線で前が開かない展開となり、残り100mで馬場の内側から差を詰めるも3着に敗れた。陣営はレース後には中山競馬場の荒れた馬場を考慮して皐月賞を回避して東京優駿（日本ダービー）に直行することも視野に入れる発言をしていたが、3月25日に当初の予定通り皐月賞に向かうことが発表された。皐月賞では弥生賞の優勝馬ヴィクトワールピサに次ぐ2番人気で出走。直線では内から抜け出したヴィクトワールピサを馬場の真ん中から追い上げたが、大外から猛追したヒルノダムールらに差され4着に敗れた。東京優駿では、小牧太が前週に騎乗停止処分となり、後藤浩輝に乗り替わることとなった。また、5月25日には挫石が見つかったものの大事には至らず、出走することになった。迎えた5月30日の第77回東京優駿では中団追走から直線で先に抜け出したものの、上がり32秒7の豪脚で馬群を割ってきたエイシンフラッシュにかわされ2着に敗れた。

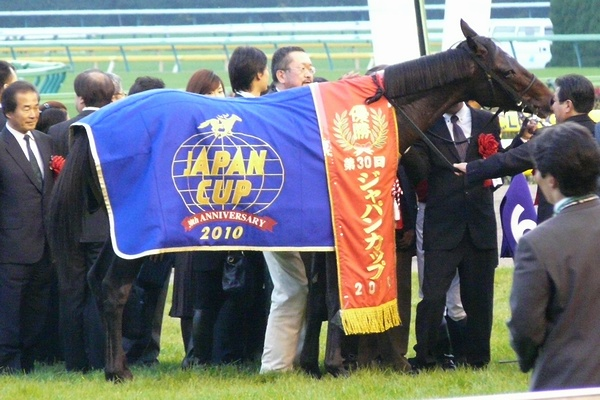
2010年ジャパンカップ優勝時

秋緒戦は神戸新聞杯に出走し、鞍上は武豊が務めることになった。レースは東京優駿優勝馬エイシンフラッシュにクビ差で勝利した。続く10月24日の菊花賞ではエイシンフラッシュが出走を回避したことやヴィクトワールピサが出走しなかったこともあり断然の1番人気で出走した。しかし、中団待機から直線で鋭く伸びたもののビッグウィークの2着に敗れた。菊花賞の後、陣営は有馬記念を最大目標にし、その前にジャパンカップに出走することになった。レースでは最後の直線走路でブエナビスタの斜行のために進路を塞がれる不利から立て直し、先頭でゴールインしたブエナビスタには及ばなかったものの、先行していたヴィクトワールピサをゴール手前で交わして2位で入線した。しかしレース後の審議でブエナビスタが走行妨害によって降着となったため、繰り上がりで1着となった。（レースに関する詳細は第30回ジャパンカップ
を参照）。調教師の橋口は「本当に後味の悪い勝ち方だ。皆さんをこれだけお待たせすることになってしまって本当に申し訳ない。」鞍上の武豊は「両サイドから2回ぶつけられた」と怒りに似た表情をした。
その後、陣営は2010年最大の目標としていた有馬記念への出走を表明し、12月23日に出馬投票を行ったが、翌日の12月24日になり疝痛（腹痛）のために出走を取り消した。

### 4歳

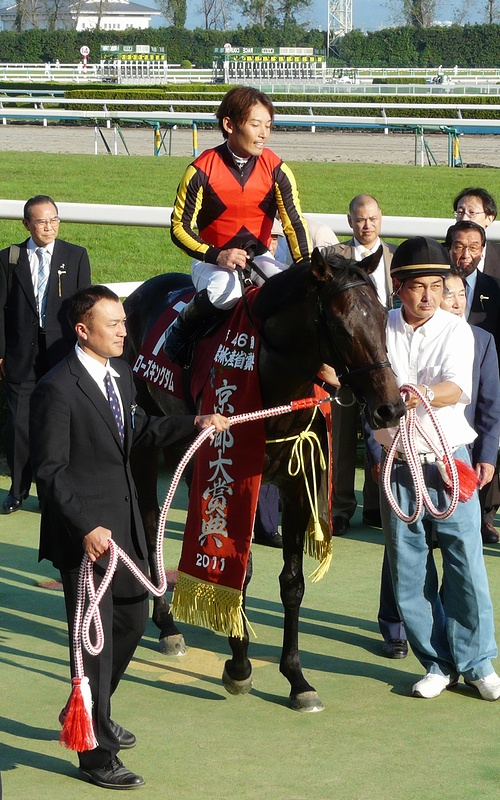
2011年京都大賞典

明けて4歳の緒戦は2011年1月16日の日経新春杯に1番人気で出走。レースでは中団馬群の内々を進むも重ハンデが影響して3着に敗れ、同期のルーラーシップ、ヒルノダムールに先着を許してしまった。この敗戦からドバイ遠征を断念、春は国内に専念することになった。4月2日の日経賞では中団から早目に進出するもトゥザグローリーの3着。続く天皇賞・春では、京都記念、日経賞と重賞連勝中のトゥザグローリーに次ぐ2番人気に推されたが、直線で全く伸びず、ヒルノダムールの11着と大敗しデビュー以来初めて掲示板を外す結果となった。6月26日の宝塚記念では新たにクレイグ・ウィリアムズ騎手とのコンビで出走し、レースでは好位の4番手から進むものの、直線で伸びず4着に終わった。
夏の休養明け緒戦となった10月9日の京都大賞典では、前年の東京優駿以来となる後藤浩輝が騎乗。逃げるネコパンチを最後の直線で捉えて先頭に立つとそのまま引き離し、追走するビートブラックなどを抑えて1着となり、前年のジャパンカップ以来の勝利となった。10月30日の天皇賞（秋）では好位追走も直線で伸びず10着と大敗した。連覇がかかった11月27日のジャパンカップでは中団に待機したが直線で伸びを欠き9着に敗れた。12月25日の有馬記念では、イオリッツ・メンディザバルがルーラーシップに騎乗するため後藤浩輝とコンビを組んだがオルフェーヴルの12着と大敗した。

### 5歳
明けて5歳の緒戦は2012年4月1日の大阪杯。中団から追い上げるも4着に敗れた。4月29日の天皇賞・春では終始後方のまま15着に敗れ、6月3日の安田記念では1年ぶりに武豊騎手とのコンビで出走したが見せ場なく13着に終わった。
夏の休養明け緒戦となった10月8日の京都大賞典では皐月賞以来、小牧太騎手とコンビを組んで出走したが6着に終わった。ジャパンカップ16着、有馬記念12着とともに大敗した。

### 6歳
3月の大阪杯から始動し12着。続く新潟大賞典11着という成績を受けて現役続行を断念したが引退後の調整が難航、1ヶ月後の6月5日にようやく競走馬登録が抹消され、正式に引退した。引退後は日高町のブリーダーズ・スタリオン・ステーションで種牡馬となる。

## 引退後
日高町のブリーダーズ・スタリオン・ステーションで種牡馬として繋養されていたが、2018年に頭を強く打つ事故に見舞われ、この影響で麻痺が残ったため同年限りで種牡馬を引退。以降は同町に所在するヴェルサイユファームで功労馬として繋養される。2019年4月からは引退名馬繋養展示事業の助成対象になっている。
2019年9月15日、同牧場で繋養されていた本馬のたてがみが何者かに切られていたのが厩務員に発見された。同じ牧場で繋養されていたタイキシャトルも同じ被害を受けており、警察は器物損壊として捜査している。
2020年3月27日、北海道警門別署はタイキシャトルのたてがみの一部を切り取ったとして、器物損壊の疑いで、埼玉県川口市に住む無職の55歳の女を逮捕した。

### 代表産駒
- サペラヴィ（2024年阪神ジャンプステークス）

#### 地方重賞優勝馬
- スプリングマン（2018年クラウンカップ）
- ローズカラー（2018年九州ジュニアチャンピオン）

## 競走成績
| 競走日     | 競馬場 | 競走名       | 格     | 距離（馬場）  | 頭 数 | 枠 番 | 馬 番 | オッズ （人気） | 着順 | タイム （上り3F） | 着差 | 騎手             | 斤量 [kg] | 1着馬（2着馬）         |
| ---------- | ------ | ------------ | ------ | ------------- | ----- | ----- | ----- | --------------- | ---- | ----------------- | ---- | ---------------- | --------- | ---------------------- |
| 2009.10.25 | 京都   | 2歳新馬      |        | 芝1800m（良） | 11    | 1     | 1     | 002.2（02人）   | 01着 | 1:48.9 (33.9)     | -0.1 | 小牧太           | 55        | （ヴィクトワールピサ） |
| 0000.11.21 | 東京   | 東スポ杯2歳S | JpnIII | 芝1800m（良） | 17    | 7     | 14    | 003.6（01人）   | 01着 | 1:48.2 (34.0)     | -0.0 | 小牧太           | 55        | （トーセンファントム） |
| 0000.12.20 | 中山   | 朝日杯FS     | JpnI   | 芝1600m（良） | 16    | 4     | 8     | 002.3（01人）   | 01着 | 1:34.0 (34.7)     | -0.2 | 小牧太           | 55        | （エイシンアポロン）   |
| 2010.03.21 | 中山   | スプリングS  | GII    | 芝1800m（良） | 15    | 2     | 3     | 001.4（01人）   | 03着 | 1:48.4 (34.9)     | -0.2 | 小牧太           | 56        | アリゼオ               |
| 0000.04.18 | 中山   | 皐月賞       | GI     | 芝2000m（稍） | 18    | 3     | 5     | 006.4（02人）   | 04着 | 2:01.0 (35.4)     | -0.2 | 小牧太           | 57        | ヴィクトワールピサ     |
| 0000.05.30 | 東京   | 東京優駿     | GI     | 芝2400m（良） | 17    | 4     | 8     | 019.5（05人）   | 02着 | 2:26.9 (32.9)     | -0.0 | 後藤浩輝         | 57        | エイシンフラッシュ     |
| 0000.09.26 | 阪神   | 神戸新聞杯   | GII    | 芝2400m（良） | 12    | 3     | 3     | 003.0（02人）   | 01着 | 2:25.9 (33.3)     | -0.0 | 武豊             | 56        | （エイシンフラッシュ） |
| 0000.10.24 | 京都   | 菊花賞       | GI     | 芝3000m（良） | 18    | 5     | 10    | 002.1（01人）   | 02着 | 3:06.3 (33.9)     | -0.2 | 武豊             | 57        | ビッグウィーク         |
| 0000.11.28 | 東京   | ジャパンC    | GI     | 芝2400m（良） | 18    | 3     | 6     | 008.8（04人）   | 01着 | 2:25.2 (34.2)     | -0.3 | 武豊             | 55        | （ブエナビスタ）       |
| 0000.12.26 | 中山   | 有馬記念     | GI     | 芝2500m（良） | 16    | 3     | 6     |                 |      | 出走取消          |      | 武豊             | 55        | ヴィクトワールピサ     |
| 2011.01.16 | 京都   | 日経新春杯   | GII    | 芝2400m（良） | 13    | 4     | 5     | 002.0（01人）   | 03着 | 2:24.9 (34.3)     | -0.3 | 武豊             | 58        | ルーラーシップ         |
| 0000.04.02 | 阪神   | 日経賞       | GII    | 芝2400m（良） | 10    | 8     | 9     | 003.4（03人）   | 03着 | 2:25.9 (34.7)     | -0.5 | 武豊             | 59        | トゥザグローリー       |
| 0000.05.01 | 京都   | 天皇賞（春） | GI     | 芝3200m（稍） | 18    | 2     | 4     | 004.2（02人）   | 11着 | 3:22.0 (37.1)     | -1.4 | 武豊             | 58        | ヒルノダムール         |
| 0000.06.26 | 阪神   | 宝塚記念     | GI     | 芝2200m（良） | 16    | 5     | 9     | 012.1（05人）   | 04着 | 2:10.4 (35.1)     | -0.3 | C.ウィリアムズ   | 58        | アーネストリー         |
| 0000.10.09 | 京都   | 京都大賞典   | GII    | 芝2400m（良） | 8     | 7     | 7     | 001.8（01人）   | 01着 | 2:24.1 (33.1)     | -0.2 | 後藤浩輝         | 59        | （ビートブラック）     |
| 0000.10.30 | 東京   | 天皇賞（秋） | GI     | 芝2000m（良） | 18    | 6     | 11    | 006.6（04人）   | 10着 | 1:57.5 (36.2)     | -1.4 | I.メンディザバル | 58        | トーセンジョーダン     |
| 0000.11.27 | 東京   | ジャパンC    | GI     | 芝2400m（良） | 16    | 2     | 3     | 022.0（09人）   | 09着 | 2:25.0 (34.7)     | -0.8 | I.メンディザバル | 57        | ブエナビスタ           |
| 0000.12.25 | 中山   | 有馬記念     | GI     | 芝2500m（良） | 13    | 5     | 8     | 051.1（10人）   | 12着 | 2:37.1 (34.0)     | -1.1 | 後藤浩輝         | 57        | オルフェーヴル         |
| 2012.04.01 | 阪神   | 産経大阪杯   | GII    | 芝2000m（稍） | 12    | 6     | 8     | 006.8（04人）   | 04着 | 2:05.9 (35.1)     | -0.4 | 後藤浩輝         | 57        | ショウナンマイティ     |
| 0000.04.29 | 京都   | 天皇賞（春） | GI     | 芝3200m（良） | 18    | 7     | 14    | 044.6（06人）   | 15着 | 3:15.9 (34.0)     | -2.1 | 後藤浩輝         | 58        | ビートブラック         |
| 0000.06.03 | 東京   | 安田記念     | GI     | 芝1600m（良） | 18    | 8     | 16    | 014.2（09人）   | 13着 | 1:32.2 (34.2)     | -0.9 | 武豊             | 58        | ストロングリターン     |
| 0000.10.08 | 京都   | 京都大賞典   | GII    | 芝2400m（良） | 13    | 5     | 8     | 003.6（03人）   | 06着 | 2:23.6 (35.0)     | -0.2 | 小牧太           | 57        | メイショウカンパク     |
| 0000.11.25 | 東京   | ジャパンC    | GI     | 芝2400m（良） | 17    | 6     | 12    | 048.2（09人）   | 16着 | 2:25.4 (35.2)     | -2.3 | 武豊             | 57        | ジェンティルドンナ     |
| 0000.12.23 | 中山   | 有馬記念     | GI     | 芝2500m（良） | 16    | 1     | 1     | 051.6（13人）   | 12着 | 2:33.6 (37.2)     | -1.7 | 岩田康誠         | 57        | ゴールドシップ         |
| 2013.03.31 | 阪神   | 産経大阪杯   | GII    | 芝2000m（良） | 14    | 8     | 13    | 116.9（08人）   | 12着 | 2:00.2 (34.4)     | -1.2 | 川田将雅         | 57        | オルフェーヴル         |
| 0000.05.05 | 新潟   | 新潟大賞典   | GIII   | 芝2000m（良） | 16    | 5     | 9     | 018.6（07人）   | 11着 | 1:58.2 (35.2)     | -1.3 | 松田大作         | 58        | パッションダンス       |

## 血統表
| ローズキングダムの血統        | ローズキングダムの血統                               | ローズキングダムの血統                           | （血統表の出典）                                 | （血統表の出典）  |
| 父系                          | キングマンボ系                                       | キングマンボ系                                   | キングマンボ系                                   | [ § 2 ]           |
| 父 キングカメハメハ 2001 鹿毛 | 父の父Kingmambo 1990 鹿毛                            | Mr.Prospector                                    | Raise a Native                                   | Raise a Native    |
| 父 キングカメハメハ 2001 鹿毛 | 父の父Kingmambo 1990 鹿毛                            | Mr.Prospector                                    | Gold Digger                                      |                   |
| 父 キングカメハメハ 2001 鹿毛 | 父の父Kingmambo 1990 鹿毛                            | Miesque                                          | Nureyev                                          | Nureyev           |
| 父 キングカメハメハ 2001 鹿毛 | 父の父Kingmambo 1990 鹿毛                            | Miesque                                          | Pasadoble                                        |                   |
| 父 キングカメハメハ 2001 鹿毛 | 父の母*マンファス Manfath 1991 黒鹿毛                | *ラストタイクーン                                | *トライマイベスト                                | *トライマイベスト |
| 父 キングカメハメハ 2001 鹿毛 | 父の母*マンファス Manfath 1991 黒鹿毛                | *ラストタイクーン                                | Mill Princess                                    |                   |
| 父 キングカメハメハ 2001 鹿毛 | 父の母*マンファス Manfath 1991 黒鹿毛                | Pilot Bird                                       | Blakeney                                         | Blakeney          |
| 父 キングカメハメハ 2001 鹿毛 | 父の母*マンファス Manfath 1991 黒鹿毛                | Pilot Bird                                       | The Dancer                                       |                   |
| 母 ローズバド 1998 青毛       | 母の父*サンデーサイレンス Sunday Silence 1986 青鹿毛 | Halo 1969 黒鹿毛                                 | Hail to Reason                                   | Hail to Reason    |
| 母 ローズバド 1998 青毛       | 母の父*サンデーサイレンス Sunday Silence 1986 青鹿毛 | Halo 1969 黒鹿毛                                 | Cosmah                                           |                   |
| 母 ローズバド 1998 青毛       | 母の父*サンデーサイレンス Sunday Silence 1986 青鹿毛 | Wishing Well 1975 鹿毛                           | Understanding                                    | Understanding     |
| 母 ローズバド 1998 青毛       | 母の父*サンデーサイレンス Sunday Silence 1986 青鹿毛 | Wishing Well 1975 鹿毛                           | Mountain Flower                                  |                   |
| 母 ローズバド 1998 青毛       | 母の母ロゼカラー 1993 鹿毛                           | Shirley Heights 1975 鹿毛                        | Mill Reef                                        | Mill Reef         |
| 母 ローズバド 1998 青毛       | 母の母ロゼカラー 1993 鹿毛                           | Shirley Heights 1975 鹿毛                        | Hardiemma                                        |                   |
| 母 ローズバド 1998 青毛       | 母の母ロゼカラー 1993 鹿毛                           | *ローザネイ 1988 栗毛                            | Lyphard                                          | Lyphard           |
| 母 ローズバド 1998 青毛       | 母の母ロゼカラー 1993 鹿毛                           | *ローザネイ 1988 栗毛                            | Riviere Doree                                    |                   |
| 母系(F-No.)                   | ローザネイ系(FN:1-w)                                 | ローザネイ系(FN:1-w)                             | ローザネイ系(FN:1-w)                             | [ § 3 ]           |
| 5代内の近親交配               | Northern Dancer 5･5x5=9.38%、Mill Reef 5x4=9.38%     | Northern Dancer 5･5x5=9.38%、Mill Reef 5x4=9.38% | Northern Dancer 5･5x5=9.38%、Mill Reef 5x4=9.38% | [ § 4 ]           |
| 出典                          | 1. 2. 3. 4.                                          | 1. 2. 3. 4.                                      | 1. 2. 3. 4.                                      | 1. 2. 3. 4.       |

- 薔薇一族の一頭。
- 母・ローズバドはフィリーズレビュー、マーメイドステークスなどの勝利がある。
- 叔父・ローゼンクロイツは金鯱賞など重賞を3勝している。
- 姪・スタニングローズは秋華賞、エリザベス女王杯勝ち馬。